# Варошиште (Висибаба)
Варошиште  је археолошки локалитет који се налази у месту Висибаба, на падини, благо нагнутој према локалитету Савинац, у општини Пожега.
Уписан је у централни регистар 1983. Рекогносцирање терена извршено је 1970. године, а сондажна ископавања су започела 1982.
Налазиште је датовано у период између 2. и 3. века и претпоставља се да се овде налазио резиденцијални део значајног античког центра.
На локалитету су констатовани објекати зидани у сухозиду. Од материјала су коришћени облуци и ломљени камен. На југоисточном делу налазишта откривени су остаци терми.